# Francisco Carrillo Morales
Francisco Carrillo Morales (Remedios, 4 de octubre de 1851-La Habana, 11 de noviembre de 1926) fue un militar y político cubano. Combatió en las tres guerras de independencia cubanas: la Guerra de los Diez Años (1868-1878), la Guerra Chiquita (1879-1880) y la Guerra Necesaria (1895-1898). Terminó la primera guerra con los grados de coronel, la segunda con grados de brigadier y la tercera con los grados de mayor general. 

## Orígenes
Nació en la villa de San Juan de los Remedios el 4 de octubre de 1851. Con apenas diecisiete años se involucró en las conspiraciones independentistas que pretendían separar a Cuba de España. 

## Guerra de los Diez Años
Carrillo tomó parte en el alzamiento de las Villas, en febrero de 1869. Se subordinó al mayor general venezolano Salomé Hernández. Posteriormente, marchó al Camagüey, junto con el resto de las tropas villareñas, en busca de reorganizarse y obtener pertrechos. 
Fue un alumno destacado de la academia militar creada por el Mayor general Ignacio Agramonte en Camagüey. Tras la muerte en combate de Agramonte en mayo de 1873, todas sus tropas quedaron subordinadas al mayor general Máximo Gómez. 
Bajo las órdenes de Gómez, Carrillo combatió en Santa Cruz del Sur, el segundo combate de Jimaguayú, La Sacra, Palo Seco y Las Guásimas, entre 1873 y 1874. De regreso en Las Villas, el ya comandante Francisco Carrillo quedó subordinado al entonces teniente coronel Francisco Jiménez Cortés. 
En Las Villas, Carrillo sitió y atacó el Fuerte Tetuán cerca de Remedios. Participó en los combates de Corojal, Hondones y Las Chacas, así como en los ataques a Sancti Spíritus y Remedios. Fue herido en la batalla de Nuevas de Jobosí y recibió el ascenso a Coronel el 1 de octubre de 1877. 
El 10 de febrero de 1878, se firmó el Pacto del Zanjón que puso fin oficial a la guerra. El coronel Carrillo capituló junto al mayor general Carlos Roloff el 18 de marzo de ese año.

## Guerra Chiquita y Tregua Fecunda
Siendo uno de los principales organizadores de la Guerra Chiquita (1879-1880) en la Provincia de Las Villas, se levantó en armas en su ciudad natal, el 9 de noviembre de 1879. Sostuvo un duelo personal con Hermann Brandeyrs, oficial prusiano al servicio de España.
Sus principales combates durante esta guerra fueron los de Ingenio Viejo, Caraballo, Itabo, Juan de Vera, Pesquero y Sábanas Nuevas de Jobosí. Capituló con grados de Brigadier, el 30 de septiembre de 1880. 
Entre 1880 y 1892 residió en los Estados Unidos, donde cooperó con los demás independentistas cubanos, incluyendo José Martí. En 1892, regresó a Cuba, para iniciar los preparativos de la Guerra Necesaria (1895-1898). 

## Guerra Necesaria
El 29 de enero de 1895, José Martí firmó la orden en Nueva York para que el general Carrillo se alzara en su región de origen. La Guerra Necesaria (1895-1898) comenzó el 24 de febrero de 1895, pero el general Carrillo no pudo alzarse tal y como estaba acordado, pues fue detenido por las autoridades españolas. Preso en la Fortaleza de La Cabaña de La Habana, Carrillo fue liberado debido a las presiones del gobierno estadounidense. 
Deportado a Estados Unidos, Carrillo logró regresar a Cuba en la expedición del vapor Horsa, el 17 de noviembre de 1895. Tras el desembarco, marchó al Camagüey y se puso bajo las órdenes del Gobierno de la República en Armas. El 27 de marzo de 1896, el general en Jefe Máximo Gómez lo nombró jefe del Cuarto Cuerpo de Las Villas. 
Como jefe de dicho cuerpo, Carrillo prestó auxilio a los expedicionarios del cuarto viaje del vapor Dauntless, en octubre de 1896 y participó en la batalla del Paso de las Damas, en noviembre de 1896, en la que murió el mayor general Serafín Sánchez y el propio Carrillo resultó herido en el rostro. 
Dirigió varios combates a lo largo del año 1897. El 29 de abril de 1898, el General en Jefe Máximo Gómez lo envió a Cayo Hueso para coordinar con el alto mando estadounidense la entrada de Estados Unidos en la guerra. Regresó a Cuba en mayo y terminó la guerra en agosto con grados de Mayor general.

## Vida política y muerte
Fue senador por la provincia de Las Villas (1902-1910), gobernador de dicha provincia (1913-1918) y vicepresidente de la República de Cuba (1921-1925), este último cargo bajo la presidencia de Alfredo Zayas y Alfonso. Falleció de causas naturales en La Habana el 11 de noviembre de 1926, a los setenta y cinco años de edad.